# Mandinga
Mandinga – rumuński zespół popowy z Bukaresztu założony w 2002 roku, reprezentant Rumunii w 57. Konkursie Piosenki Eurowizji w 2012 roku.

## Historia zespołu
Zespół został założony w 2002 roku w Bukareszcie, w Rumunii. W 2003 roku grupa wydała swój debiutancki album studyjny zatytułowany ...de corazón, a dwa lata później – krążek zatytułowany Soarele meu, za sprzedaż którego otrzymali złotą płytę. W 2006 roku premierę miała ich trzecia płyta długogrająca zatytułowana Gozalo.

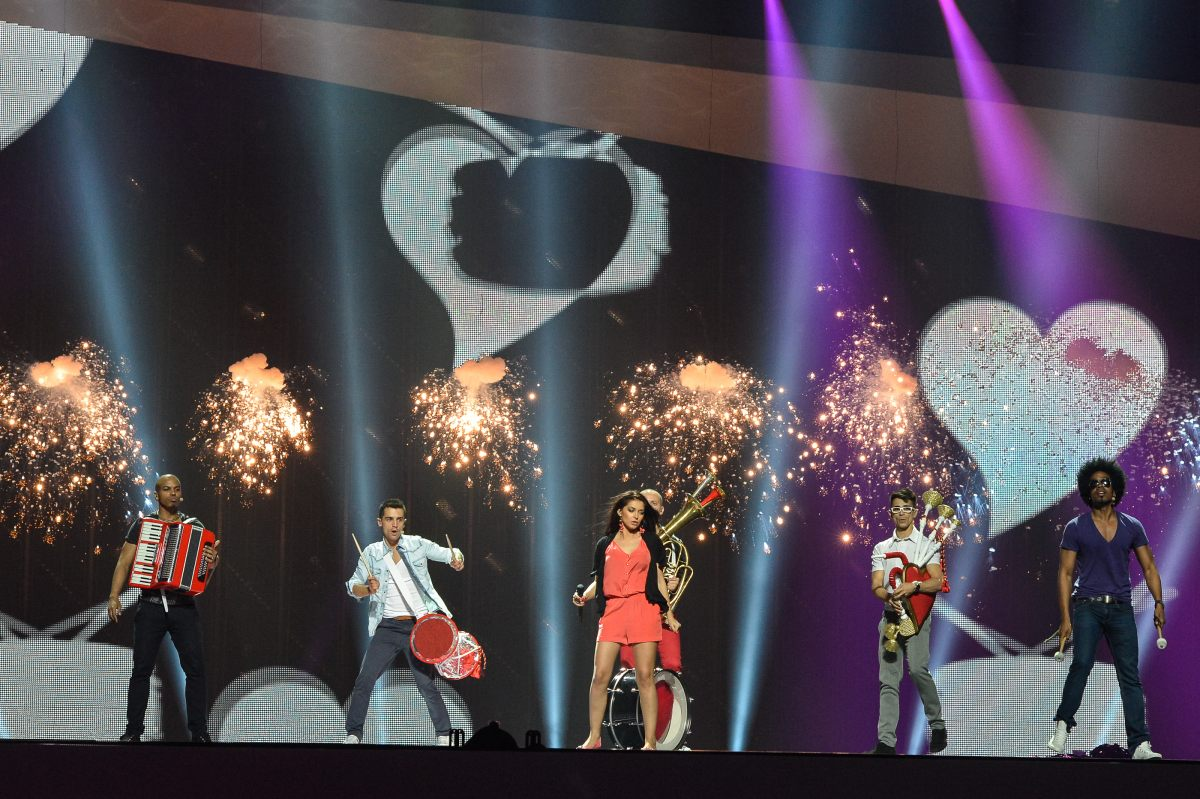
Mandinga w czasie próby przed występem w 57. Konkursie Piosenki Eurowizji w 2012 roku

W 2008 roku ukazał się czwarty album studyjny zespołu zatytułowany Donde. W 2009 roku grupa została laureatem nagrody Najlepszy występ na żywo podczas ceremonii wręczenia Rumuńskich Nagród Muzycznych. W 2011 roku zorganizowała międzynarodowy festiwal muzyczny Salsa Fest, a także zdobyła statuetkę za Najlepszy występ podczas ceremonii wręczenia Rumuńskich Nagród Muzycznych.
W 2012 roku zespół wziął udział w krajowych eliminacjach eurowizyjnych z piosenką „Zaleilah”. W marcu grupa zaprezentowała się w finale selekcji i ostatecznie zdobyła największe poparcie jurorów i telewidzów, dzięki czemu wygrała możliwość reprezentowania Rumunii w 57. Konkursie Piosenki Eurowizji organizowanym w Baku. 22 maja zespół wystąpił w pierwszym półfinale widowiska i z trzeciego miejsca awansował do finału, w którym zajął ostatecznie 12. miejsce z 71 punktami na koncie. Pod koniec maja ukazała się piąta płyta studyjna zespołu zatytułowana Club de Mandinga, którą promował m.in. singiel „Zaleilah”.
W 2019 roku wydali singel „Bandida”, w którym gościnnie występowała rumuńska piosenkarka Olivia Addams (znana w Polsce głównie z utworu „Dumb”). Dostał się on na 84. pozycję listy przebojów iTunes na terenie Australii.

## Dyskografia

### Albumy studyjne
- ...de corazón (2003)
- Soarele meu (2005)
- Gozalo (2006)
- Donde (2008)
- Club de Mandinga (2012)

### Single
| Rok                                                      | Tytuł                                          | Najwyższe pozycje na listach | Najwyższe pozycje na listach | Najwyższe pozycje na listach | Najwyższe pozycje na listach | Najwyższe pozycje na listach | Album            |
| Rok                                                      | Tytuł                                          | RO                           | AUT                          | BEL                          | GER                          | SWE                          | Album            |
| -------------------------------------------------------- | ---------------------------------------------- | ---------------------------- | ---------------------------- | ---------------------------- | ---------------------------- | ---------------------------- | ---------------- |
| 2012                                                     | „Europarty”                                    | –                            | –                            | –                            | –                            | –                            | Club de Mandinga |
| 2012                                                     | „Zaleilah”                                     | 2                            | 55                           | 23                           | 92                           | 48                           | Club de Mandinga |
| 2012                                                     | „Papichulo”                                    | –                            | –                            | –                            | –                            | –                            | Club de Mandinga |
| 2013                                                     | „The Mac Mac Song”                             | –                            | –                            | –                            | –                            | –                            | –                |
| 2013                                                     | „La vita e Bella”                              | –                            | –                            | –                            | –                            | –                            | –                |
| 2013                                                     | „Cinéma”                                       | –                            | –                            | –                            | –                            | –                            | –                |
| 2019                                                     | „Bandida” (Mandinga, gościnnie: Olivia Addams) | –                            | –                            | –                            | –                            | –                            | –                |
| „–” oznacza, że singel nie był notowany na danej liście. |                                                |                              |                              |                              |                              |                              |                  |